# Kafr at-Tun
Kafr at-Tun (arab. كفر الطون) – miejscowość w Syrii, w muhafazie Hama. W 2004 roku liczyła 2655 mieszkańców.